# Torre Terra Alta
Torre Terra Alta es una torre de apartamentos, ubicada en San Salvador, capital de El Salvador, específicamente en Paseo General Escalón # 5343 de la colonia Escalón la estructura de la torre es moderna y con estándares de seguridad internacional, el proyecto fue edificado por la inmobiliaria salvadoreña (Grupo Arquero). 

## Descripción de la obra
Es un edificio constituido por una torre de 20 niveles, 16 de apartamentos y 4 de estacionamientos la cual alberga 82 apartamentos en total. Cada nivel consta de 6 apartamentos, 3 en cada ala, accesando a través de sus 4 elevadores panorámicos y dos juegos de escaleras para emergencias. Todos los apartamento incluye una bodega y dos parqueos bajo losa.

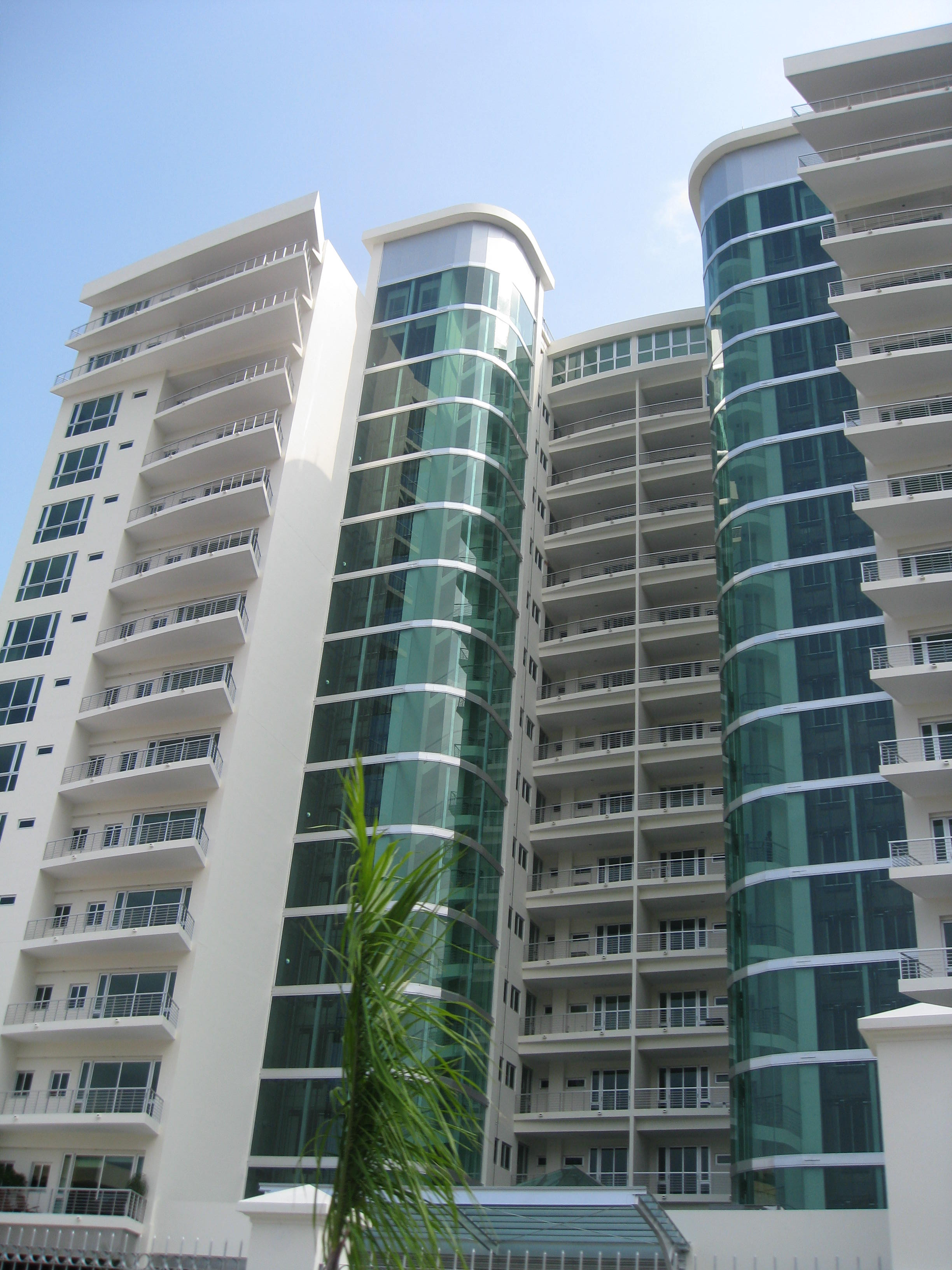
Vista de la Torre Terra Alta

Su arquitectura moderna ha sido planificada cuidadosamente para que los residentes tengan inmediatas todas las comodidades en un ambiente rodeado de naturaleza y frescura con vistas panorámicas, Club Life Style y seguridad con estándares internacionales. y posee una altura de 90 metros (301,5 pies). La ubicación de este edificio se enmarca en la construcción de varias torres de apartamentos en la zona de la Colonia Escalón, como respuesta a la alta demanda en el área de viviendas. El diseño de Terra Alta se complementa con estructuras semicirculares en los extremos, cubierto con vidrio reforzado en color verde.
El proyecto fue diseñado por el arquitecto Roberto Antonio Rivera Abastado, originario de El Salvador que inició a mediados del mes de octubre del año 2008, tuvo una inversión aproximada de $25 millones de dólares estadounidenses, y cuenta con innovaciones a sus propietarios como gimnasio, área de piscina, servicio exclusivo de bar y restaurantes, y un sky lounge en el piso 20 de la torre.